# Cristiano Augusto, Príncipe de Anhalt-Zerbst
Cristiano Augusto (Dornburg, 29 de novembro de 1690 – Zerbst, 16 de março de 1747) foi o Príncipe de Anhalt-Dornburg de 1704 até sua morte, e também Príncipe de Anhalt-Zerbst a partir de 1742. Era filho de João Luís I, Príncipe de Anhalt-Dornburg, e Cristina Leonor de Zeutsch, sendo o pai da imperatriz Catarina II da Rússia.

## Vida
O príncipe Cristiano Augusto era o terceiro filho do príncipe João Luís I de Anhalt-Dornburg e de Cristina Leonor de Zeutsch. Após a morte do pai em 1704, Cristiano herdou o principado de Anhalt-Dornburg juntamente com os seus irmãos, os príncipes João Luís II, João Augusto, Cristiano Luís e João Frederico.
Depois de ter passado cerca de seis meses no comando do regimento de guardas em 1708, a 11 de fevereiro de 1709, Cristiano juntou-se ao regimento a pé em Anhalt-Zerbst, que depois mudou de nome para Regimento de Granadeiros do rei Frederico Guilherme IV da Prússia. O regimento encontrava-se estacionado em Settin. Em 1711, Cristiano Augusto foi condecorado com a Ordem De La Générosité, depois chamada de Pour le Mérite, e, a 1 de março de 1713, subiu à posição de tenente-coronel. Depois de ter participado em várias campanhas militares durante a Guerra de Sucessão Espanhola nos Países Baixos, em 1714, Cristiano foi nomeado chefe do regimento. Dois anos depois, a 4 de janeiro de 1716, foi nomeado coronel e, a 14 de agosto de 1721, tornou-se major-general.
A 22 de janeiro de 1729, tornou-se comandante de Settin, depois de ter sido escolhido como cavaleiro da Ordem da Águia Negra para ficar na cidade a 24 de maio de 1741. Cristiano Augusto tornou-se tenente-general a 28 de maio de 1732 e, a 8 de abril de 1741, tornou-se general de infantaria. A 5 de junho desse ano, foi nomeado governador de Settin. A 16 de maio de 1742, o rei Frederico II da Prússia condecorou-o com o cargo militar mais importante do reino, o de Generalfeldmarschall.
Seis meses depois, quando o seu primo João Augusto de Anhalt-Zerbst, morreu sem descendência, Cristiano tornou-se príncipe de Anhalt-Zerbst juntamente com o seu único irmão ainda vivo, João Luís. Cristiano ficou em Settin, o que fez com que fosse o seu irmão a controlar o governo, mas morreu quatro anos depois sem deixar descendência. Por isso, Cristiano foi forçado a deixar Settin e a regressar a Zerbst, onde morreu apenas quatro meses depois.

## Casamento e descendência
Cristiano Augusto casou-se no dia 8 de Novembro de 1727, em Vechelde, com a duquesa Joana Isabel de Holsácia-Gottorp, filha do príncipe Cristiano Augusto de Holsácia-Gottorp, príncipe de Eutin, e irmã do rei Adolfo Frederico da Suécia. Tiveram cinco filhos:
- Sofia de Anhalt-Zerbst (2 de maio de 1729 - 17 de novembro de 1796), imperatriz Catarina II da Rússia; casada com o czar Pedro III da Rússia; com descendência.
- Guilherme Cristiano de Anhalt-Zerbst (17 de novembro de 1730 - 27 de agosto de 1742), morreu aos onze anos de idade.
- Frederico Augusto de Anhalt-Zerbst (8 de agosto de 1734 - 3 de março de 1793), casado primeiro com a marquesa Carolina Guilhermina de Hesse-Cassel; sem descendência; casado depois com a princesa Frederica Augusta de Anhalt-Bernburg; sem descendência.
- Augusta Cristiana de Anhalt-Zerbst (10 de novembro de 1736 - 24 de novembro de 1736), morreu com duas semanas de idade.
- Isabel Ulrica de Anhalt-Zerbst (17 de dezembro de 1742 - 5 de março de 1745), morreu aos dois anos de idade.

## Genealogia
| Cristiano Augusto de Anhalt-Zerbst | Pai: João Luís I de Anhalt-Dornburg | Avô paterno: João VI de Anhalt-Zerbst          | Bisavô paterno: Rudolfo de Anhalt-Zerbst          |
| Cristiano Augusto de Anhalt-Zerbst | Pai: João Luís I de Anhalt-Dornburg | Avô paterno: João VI de Anhalt-Zerbst          | Bisavó paterna: Madalena de Oldemburgo            |
| Cristiano Augusto de Anhalt-Zerbst | Pai: João Luís I de Anhalt-Dornburg | Avó paterna: Sofia Augusta de Holsácia-Gottorp | Bisavô paterno: Frederico III de Holsácia-Gottorp |
| Cristiano Augusto de Anhalt-Zerbst | Pai: João Luís I de Anhalt-Dornburg | Avó paterna: Sofia Augusta de Holsácia-Gottorp | Bisavó paterna: Maria Isabel da Saxónia           |
| Cristiano Augusto de Anhalt-Zerbst | Mãe: Cristina Leonor de Zeutsch     | Avô materno: Georg Volrat von Zeutsch          | Bisavô materno: Christian von Zeutsch             |
| Cristiano Augusto de Anhalt-Zerbst | Mãe: Cristina Leonor de Zeutsch     | Avô materno: Georg Volrat von Zeutsch          | Bisavó materna: Lucretia von Spiegel              |
| Cristiano Augusto de Anhalt-Zerbst | Mãe: Cristina Leonor de Zeutsch     | Avó materna: Christine von Weissenbach         | Bisavô materno: Wolf Georg von Weissenbach        |
| Cristiano Augusto de Anhalt-Zerbst | Mãe: Cristina Leonor de Zeutsch     | Avó materna: Christine von Weissenbach         | Bisavó materna: Martha von Konneritz              |